# ハーバート・ポンティング

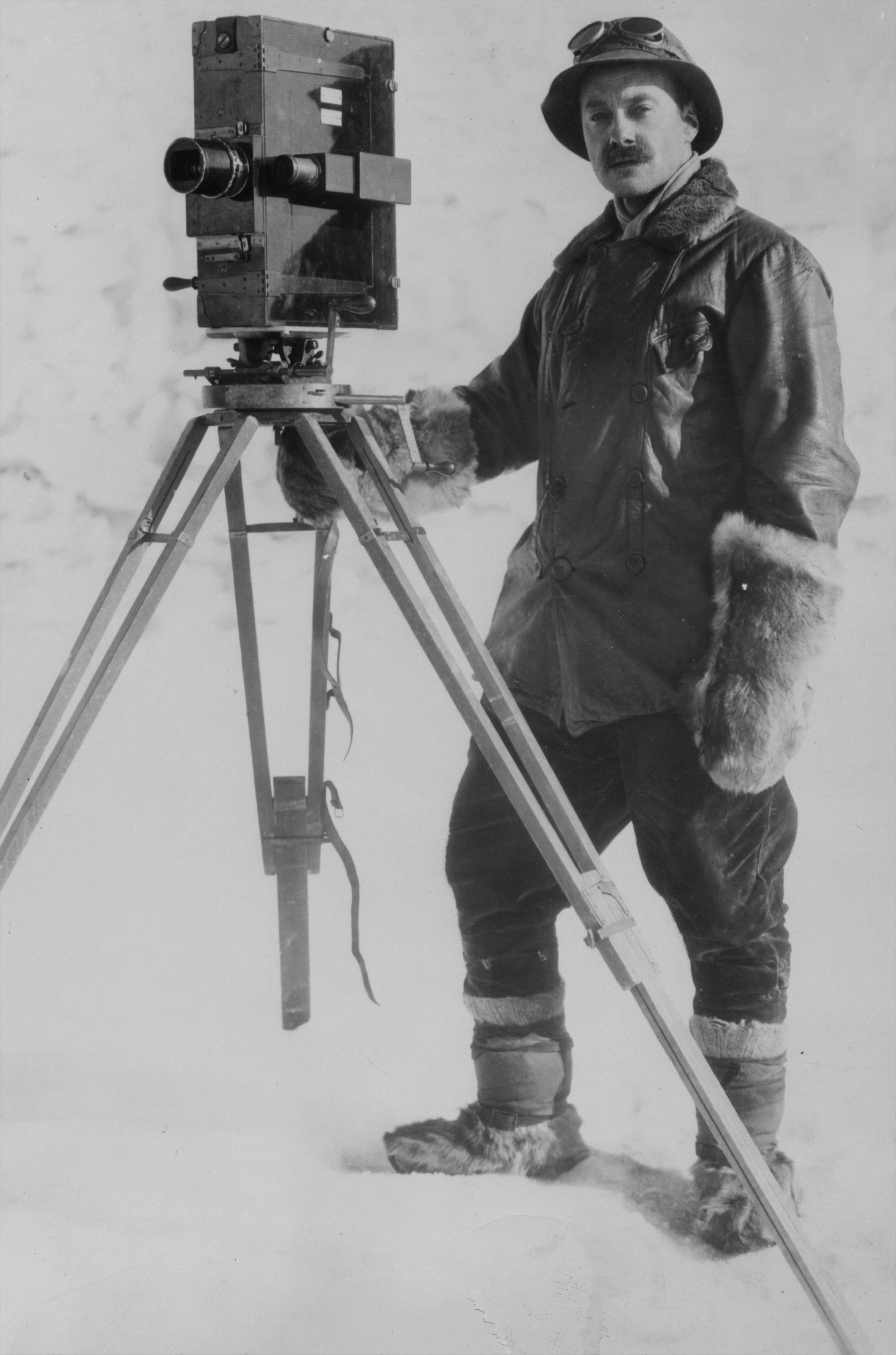
1912年1月南極大陸で映写機を操るHerbert George Ponting

ハーバート・ジョージ・ポンティング（Herbert George Ponting、1870年3月21日 - 1935年2月7日）は、イギリスの職業写真家である。彼は、明治時代に『この世の楽園 日本』という写真集を発行し、1910年から1913年にかけてのロバート・スコットの南極探検隊の写真家、映画撮影技師であったことで知られる。

## 写真家になるまで
ポンティングは英国南部ウィルトシャーのソールズベリーに1870年3月21日に生まれた。彼の父親はフランシス・ポンティングといい銀行家として成功し裕福な家庭であった。母親はメアリーといい、サイデンハム家から嫁した。ランカシャー州レイランドのウエリントン・カレッジを卒業後、18歳の時から4年間、彼はリバプールの地方銀行に就職した。 しかし、彼の気性に合わず、アメリカ西部に魅惑されて、1893年は、彼はカリフォルニアに移住し、父からもらった資金で、果樹園を購入した。同時に金鉱にも投資している。1895年彼はカリフォルニアの婦人 Mary Biddle Elliott と結婚し、娘 Mildred はカリフォルニアのオーバーンで1897年1月に生まれた。父と異なり理財にたけていない彼は1900年、果樹園は失敗し、1898年の終わりにロンドンに引き揚げたが、ロンドンで長男リチャードが生まれた。1899年の秋に一家はサンフランシスコに戻った。

## 写真家を志す
その後ポンティングは真剣に写真家を志した。彼の写真技術は自分で修得したものであって、特に教育などは受けていない。英国にいた頃から写真には興味をもっていたが、写真家として名をなしたのは、アメリカに渡ってからである。1900年にサンフランシスコ湾を写した写真が世界大賞を受けた。同年、一片6フィートの「カリフォルニアの騾馬」と題する写真がセントルイス博覧会にてコダック社の展示場を飾った。1901年から数年にわたり、写真の依頼を受け世界各地を旅行している。1904-5年は日露戦争があり、その写真を撮影し、その後、英語系の雑誌社のためにアジアを旅してフリーランス写真家として活躍した。しかし、彼はほとんど家庭を顧みなかったので、1906年妻と別れた。しかし正式な離婚はせず、死ぬまで別居していた。わかれたメアリーに対して父フランシスが1923年死ぬまで援助していた。 写真印刷の技術は進歩し、ポンティングはロンドンの4つの雑誌社に写真を売ることができた。それらは『ザ・グラフィック』『イラストレイテド・ロンドンニュース』『ピアソンズ・マガジン』および『ストランド・マガジン』である。彼の写真は当時流行のコナン・ドイルのシャーロック・ホームズと並べられて、スタンドで売られている雑誌に掲載された。

## 日本の写真
ポンティングは1910年に『この世の楽園 日本』 In Lotus-land Japan と題する本をロンドンで発行した。彼は王立地理学会のフェローに選出された。彼は1901年から1902年頃から何度か来日し、日本中を旅し、日本の芸術や風物、自然に親しみ、正確に日本を理解していた数少ない知日家であった。この本は、外国人として初めて日本陸軍に従軍し、日露戦争に参加して軍人を通して日本人の赤裸々な姿に触れ、さらに3年間にわたる日本滞在の体験から得た日本観、日本人観が見事に浮彫りされている。

### この世の楽園の内容
18葉の代表的写真が前にある。ポンティングの写真もある。東京湾（写真9葉あり）、京都の寺（12葉）、京都の名工(10葉）、保津川の急流（3葉）、阿蘇山と浅間山（6葉）、精進湖と富士山麓（9葉）、富士登山（4葉）、日本の婦人について（17葉）、鎌倉と江の島（9葉）、江浦湾と宮島（5葉）。解説は詳しく正確である。

## 南極探検

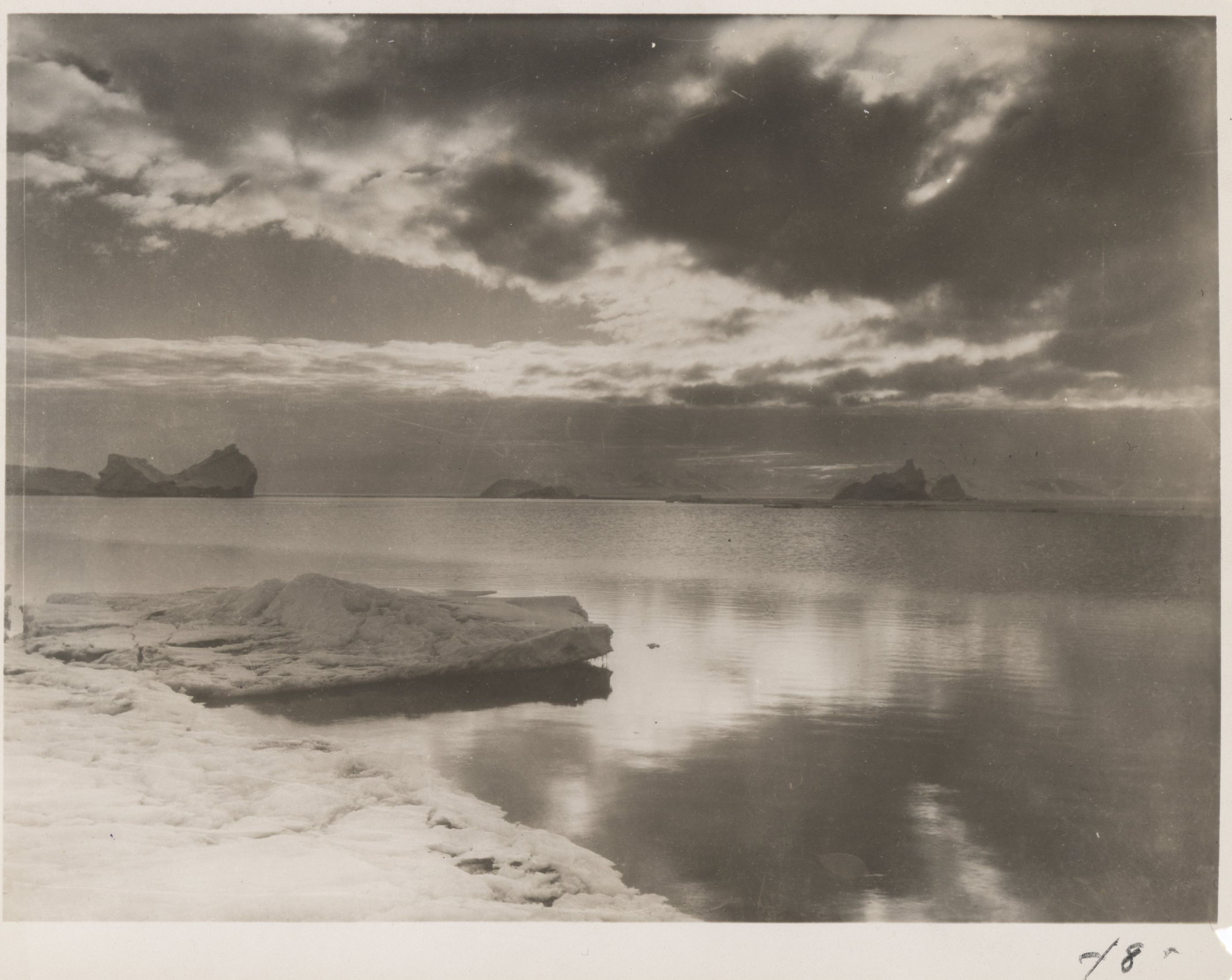
南極大陸の氷山
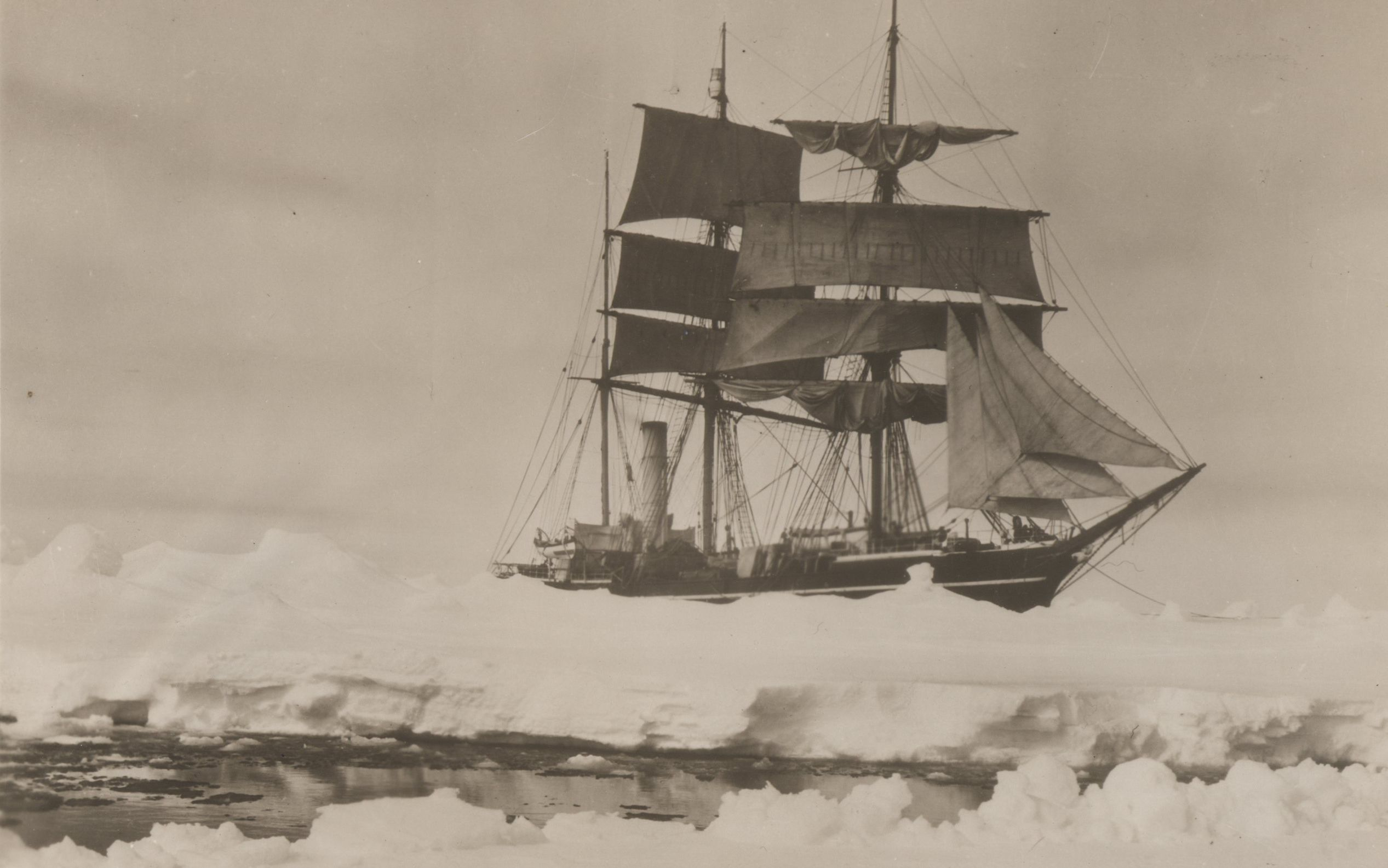
スコット隊長の船「テラノバ（英語版）」
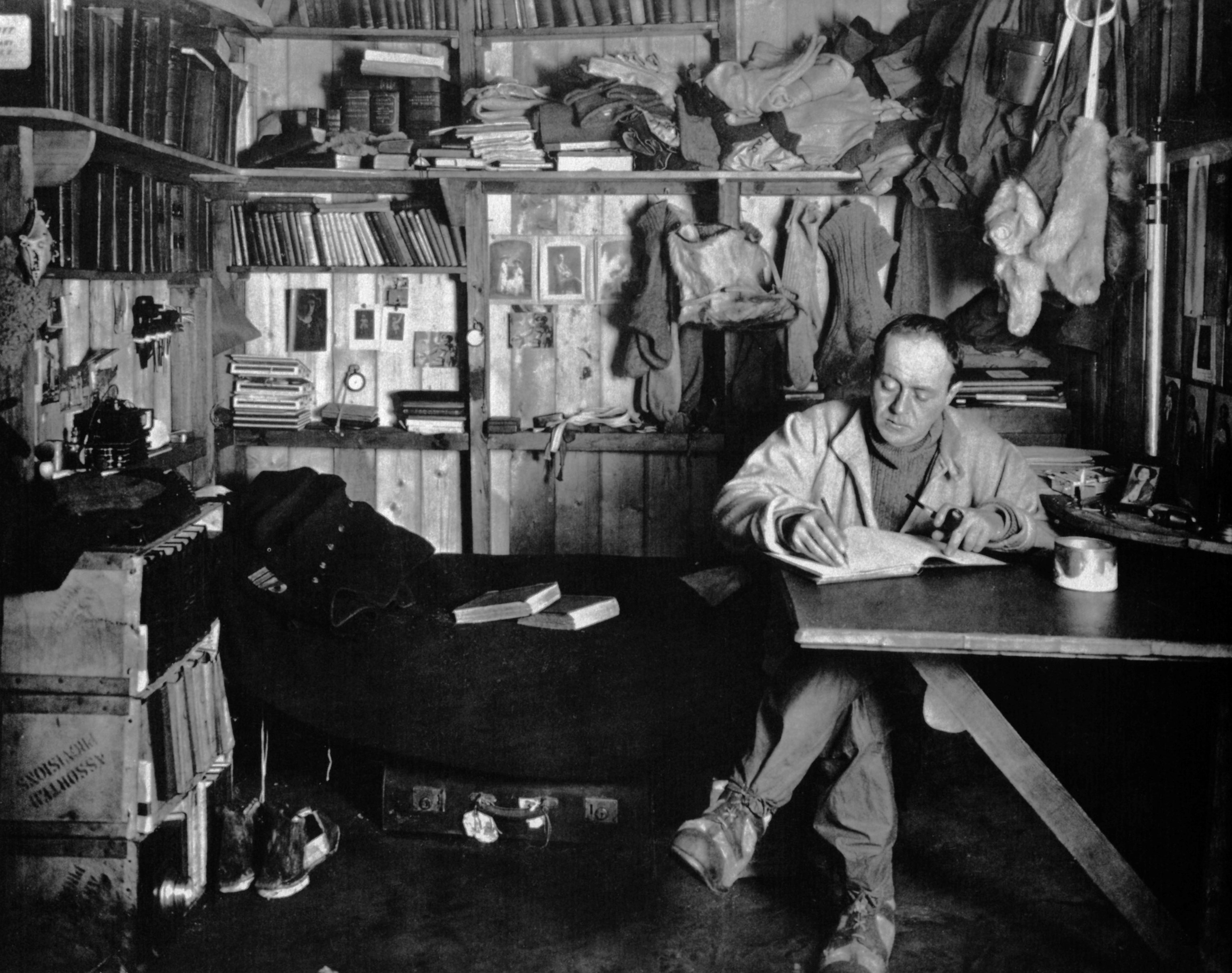
エバンス岬におけるスコット隊長

南極探検の話が出て、最初のプロ写真家として参加することになった。彼はエバンス岬、ロス島のキャンプにも参加した。そのキャンプには小さい暗室もあったのである。写真術が開発されて僅か20年しかならなかったが、ポンティングはガラスで高画質の写真を撮影しようとした。ポンティングはポータブルの撮影機を極地で最初に使った人の一人である。これはまだ未熟ではあったが短いビデオとなった。また、オートクロームを持参し、カラー写真を極地で撮影したのである。科学者たちは、とくにキラーホイール（シャチ）、アザラシ、ペンギンなどの生態を研究した。ポンティングは出来るだけ接写を試み、1911年にはキラーホイールが彼とカメラを打ち、マックマー湾の氷水に落ちそうになり、危うく死から免れたのであった。1911年の冬にはスコット隊長や外の隊員のフラッシュ写真を撮影した。1911-12年の橇の季節に彼のフィールドワークは終了した。そして1700枚の写真を持ち帰った。これらはスコット隊長の1913年の講演会とか費用捻出用に使われる筈だった。

## 後半生
スコット隊長の悲劇的な結末は、ポンティングの生涯とキャリアに影響を及ぼした。1910年の航海は大量の借金をもたらした。スコットは南極から勇者として帰還しワンマンショウを行う予定であった。ポンティングの映画は幻燈用に切り刻まれ、この遠征の借金を返してしまう重要な要素ということであった。しかしながら、1912年にスコット隊員の遺体がロス棚氷で発見された時、彼らの日記と雑誌が発見された。これらの記録は最終の日々を記録してあったが、寒さと飢えに悩みながら、食糧と燃料のデポ（貯蔵地）に到達するべく必至の努力を重ねた。スコットは最後の時間を費やして、残された遺族や生存者の福祉を希望すると書いた。この雄弁なアッピールが発表されので、多くの資金が寄せられた。それは必要以上であった。こういう事情だったのでポンティングの努力は必要なくなった。その後間もなく第一次世界大戦がはじまった。
世界大戦の勃発まで、彼は南極探検のスライドを映写し、何度となく講演した。1914年5月はバッキンガム宮殿で、国王ジョージ5世およびその他の皇族、デンマークの国王、王妃の臨席の下に南極の映画が上映され彼は解説をおこなった。この映画は1933年再編集され、彼自身の解説を入れ「南緯90度」という題で完成した。彼の著書 The Great White South は1921年に発行された。この本は次々と重版された。
南極探検の後は目立った活躍はない。1918年にスピッツベルゲン島の探検に参加した位である。父と違って事業的才覚はなかった彼は映写機の開発やその他の事業に手を出したが失敗に終わった。晩年には経済的にも行き詰っていたようだ。60歳を過ぎてから気管支炎や消化不良に悩まされ　糖尿病も患っていたようである。1935年2月7日、65歳で永眠した。

## その他
Scott Polar Research Institute は　ポンティングのコレクションを2004年に £533,000で購入した。2009年に SPRI と publisher Salto Ulbeek はそのコレクションを発売した。「The Great White Silence」 はBritish Film Institute により購入され 2011年に発売された。そのほかに、ポンティングの暗室は ニュージランドクライストチャーチのFerrymead Heritage Park に再建された。

## 文献
- ハーバート・G・ポンティング『英国特派員の明治紀行』長岡祥三訳、新人物往来社, 1988　　
  - 新版『英国人写真家のみた明治日本　この世の楽園・日本』講談社学術文庫, 2005。ISBN 4-06-159710-8
- Arnold, H.J.P., Photographs of the World: a biography of Herbert Ponting, Hutchinson, London (1969) ISBN 978-0-8386-7959-3
- Arnold, H.J.P., Herbert Ponting: Another World, Photographs in the United States, Asia, Europe & Antarctica 1900–1912, Sidgwick & Jackson, London (1975) ISBN 0-283-98214-4
- Huxley, Leonard (ed.): Scott's Last Expedition Vols I and II Smith, Elder & Co, London, 1913
- Ponting, Herbert G., In Lotus-Land Japan, Macmillan, London, 1910
- Ponting, Herbert G., The Great White South, or, With Scott in the Antarctic being an account of experiences with Captain Scott's South Pole Expedition and of the nature life of the Antarctic, with an introduction by Lady Scott, Duckworth, London (1921)
- Strathie, Anne, Herbert Ponting: Scott's Antarctic Photographer and Pioneer Filmmaker, The History Press, Cheltenham, 2021.